# David Fleming (componist)
David Fleming (New York) is een Amerikaans componist voor films en televisieprogramma's.

## Biografie
Flemings interesse in muziek voor visuele media begon al op jonge leeftijd. Na zijn studie aan het conservatorium in New York verhuisde hij naar Los Angeles. Daar begon hij zijn carrière bij componist Mike Post. Vervolgens ging Fleming naar Remote Control Productions, waar hij onder meer assistent werd van componist Atli Örvarsson in de rol van extra componist voor 11 seizoenen van Chicago Fire. Ook heeft Fleming regelmatig een samenwerking gehad met Steve Jablonsky en Hans Zimmer.
Zijn bekendste werken zijn de composities voor de BBC natuurdocumentaireserie Blue Planet II, de Netflix dramafilm Hillbilly Elegy en de HBO dramaserie The Last of Us. In 2024 won Fleming met zijn muziek voor de Disney+ documentaire Jim Henson Idea Man een Primetime Emmy Award.

## Filmografie
| Jaar | Titel              | Opmerkingen        |
| ---- | ------------------ | ------------------ |
| 2012 | Revenge for Jolly! | met Justin Hori    |
| 2015 | The Perfect Guy    | met Atli Örvarsson |
| 2020 | Hillbilly Elegy    | met Hans Zimmer    |
| 2021 | South of Heaven    |                    |
| 2021 | The Unforgivable   | met Hans Zimmer    |
| 2023 | Americana          |                    |
| 2024 | Damsel             |                    |
| 2025 | The Alto Knights   |                    |
| 2025 | Superman           | met John Murphy    |

## Overige producties

### Televisieseries
| Jaar      | Titel                                        | Opmerkingen             |
| --------- | -------------------------------------------- | ----------------------- |
| 2022      | La Nuit où Laurier Gaudreault s'est réveillé | met Hans Zimmer         |
| 2023-2025 | The Last of Us                               | met Gustavo Santaolalla |
| 2024      | Mr. & Mrs. Smith                             |                         |

### Documentaires
| Jaar | Titel                                   | Opmerkingen |
| ---- | --------------------------------------- | ----------- |
| 2011 | Defining Beauty: Ms. Wheelchair America |             |
| 2024 | Jim Henson Idea Man                     |             |

### Documentaire series
| Jaar | Titel          | Opmerkingen                   |
| ---- | -------------- | ----------------------------- |
| 2017 | Blue Planet II | met Jacob Shea en Hans Zimmer |

### Korte films
| Jaar | Titel               | Opmerkingen |
| ---- | ------------------- | ----------- |
| 2014 | Deep Red Dandelions |             |
| 2015 | Big Bad World       |             |
| 2017 | Ascent              |             |

### Additionele muziek
Als aanvullend componist.

#### Computerspellen
| Jaar | Titel                | Opmerkingen         |
| ---- | -------------------- | ------------------- |
| 2009 | Free Realms          | voor Atli Örvarsson |
| 2012 | Skylanders: Giants   | voor Lorne Balfe    |
| 2012 | Assassin's Creed III | voor Lorne Balfe    |

#### Films
| Jaar | Titel                                            | Opmerkingen                            |
| ---- | ------------------------------------------------ | -------------------------------------- |
| 2009 | The Fourth Kind                                  | voor Atli Örvarsson                    |
| 2011 | Season of the Witch                              | voor Atli Örvarsson                    |
| 2011 | The Eagle                                        | voor Atli Örvarsson                    |
| 2013 | Hansel and Gretel: Witch Hunters                 | voor Atli Örvarsson                    |
| 2013 | A Single Shot                                    | voor Atli Örvarsson                    |
| 2013 | Evidence                                         | voor Atli Örvarsson                    |
| 2013 | The Mortal Instruments: City of Bones            | voor Atli Örvarsson                    |
| 2014 | Son of God                                       | voor Lorne Balfe en Hans Zimmer        |
| 2014 | Divergent                                        | voor Junkie XL                         |
| 2014 | Transformers: Age of Extinction                  | voor Steve Jablonsky                   |
| 2015 | Last Knights                                     | voor Satnam Ramgotra en Martin Tillman |
| 2016 | Teenage Mutant Ninja Turtles: Out of the Shadows | voor Steve Jablonsky                   |
| 2017 | Transformers: The Last Knight                    | voor Steve Jablonsky                   |
| 2017 | What Happened to Monday                          | voor Christian Wibe                    |
| 2019 | X-Men: Dark Phoenix                              | voor Hans Zimmer                       |
| 2020 | Wonder Woman 1984                                | voor Hans Zimmer                       |
| 2021 | Dune                                             | voor Hans Zimmer                       |
| 2022 | Top Gun: Maverick                                | voor Hans Zimmer                       |
| 2022 | The Son                                          | voor Hans Zimmer                       |
| 2023 | Are You There God? It's Me, Margaret.            | voor Hans Zimmer                       |
| 2024 | Dune: Part Two                                   | voor Hans Zimmer                       |

#### Televisieseries
| Jaar       | Titel                    | Opmerkingen                     |
| ---------- | ------------------------ | ------------------------------- |
| 2010       | Law & Order: Los Angeles | voor Atli Örvarsson             |
| 2012-heden | Chicago Fire             | voor Atli Örvarsson             |
| 2013       | The Bible                | voor Lorne Balfe en Hans Zimmer |
| 2014-2015  | Chicago P.D.             | voor Atli Örvarsson             |

#### Documentaires
| Jaar | Titel    | Opmerkingen      |
| ---- | -------- | ---------------- |
| 2018 | Believer | voor Hans Zimmer |

## Prijzen en nominaties

### Emmy Awards
| Jaar | Titel               | Categorie                                                                                | Uitslag     |
| ---- | ------------------- | ---------------------------------------------------------------------------------------- | ----------- |
| 2024 | Mr. & Mrs. Smith    | Beste compositie voor een serie (originele dramatische partituur), voor "First Date"     | Genomineerd |
| 2024 | Jim Henson Idea Man | Beste compositie voor een documentaireserie of special (originele dramatische partituur) | Gewonnen    |